# 日近村
日近村（ひぢかいむら）は、岡山県吉備郡にあった村。現在の岡山市北区の一部にあたる。

## 地理
足守川（笹ヶ瀬川）支流・日近川の流域に位置していた。

## 歴史
- 1889年（明治22年）6月1日、町村制の施行により、賀陽郡日近村、杉谷村、下高田村、吉村が合併して村制施行し、日近村が発足[1][2]。旧村名を継承した日近、杉谷、下高田、吉の4大字を編成[2]。
- 1900年（明治33年）4月1日、郡の統合により吉備郡に所属[1][2]。
- 1956年（昭和31年）3月31日、吉備郡足守町、福谷村、大井村、岩田村と合併し、足守町が存続して廃止された[1][2]。合併後、足守町大字日近・杉谷・下高田・吉となる[2]。

## 産業
- 農業[2]
- 産物：米、麦、藺草、葉煙草、ブドウ、メロン、白菜[2]